# Le Port de La Rochelle (Signac)
Pour les articles homonymes, voir Le Port de La Rochelle.
Le Port de La Rochelle est une peinture à l'huile sur toile de Paul Signac réalisée en 1915.

## Description de l'œuvre

### Format
Il s'agit d'une peinture à l'huile d'une hauteur de 46,5 cm sur une largeur de 55 cm. 

### Composition
Cette œuvre représente un paysage urbain sur le vieux port de la Rochelle.

## Historique

### Historique
L'œuvre provient de la Galerie Bernheim Jeune, Paris. 
Elle rejoint les collections du Musée des Beaux-Arts de Nancy en 1965 dans le cadre d'un legs de la veuve d'Henri Galilée. Le 24 mai 2018, la toile est volée après avoir été découpée dans son cadre. Moins d'un an plus tard, le 23 avril, le tableau, entre-temps retrouvé en Ukraine est officiellement remis à la France. 
À travers le temps, il est possible d'identifier cette œuvre sous une autre nomenclature tels que La Rochelle. Le Bassin à Flot.  

### Expositions
- Signac, les couleurs de l'eau, exposition du 29 mars au 2 juillet 2013, Musée des impressionnismes Giverny
- Signac. Les ports de France, exposition du 16 octobre 2010 au 16 janvier 2011, Musée d'Art Moderne André Malraux du Havre et du 12 février au 22 mai 2011 au musée de la Piscine.
- Hommage à Roger Marx 1859-1913 : De Daumier à Rouault, exposition de novembre à décembre 1963, Musée des Beaux-Arts de Nancy.
- Collection Henri Galilée, œuvres de maîtres contemporains, 1961, Musée des Beaux-Arts de Nancy.
- Signac et Marquet à la Rochelle, 1956, Les Sables d'Olonne, Croix-de-vie.
- Collection Henri Galilée, 1946, Musée des Beaux-Arts de Nancy.
- Les maîtres de l'art indépendant 1895 - 1937, de juin à octobre 1937, Petit Palais.

## Autres versions du même sujet

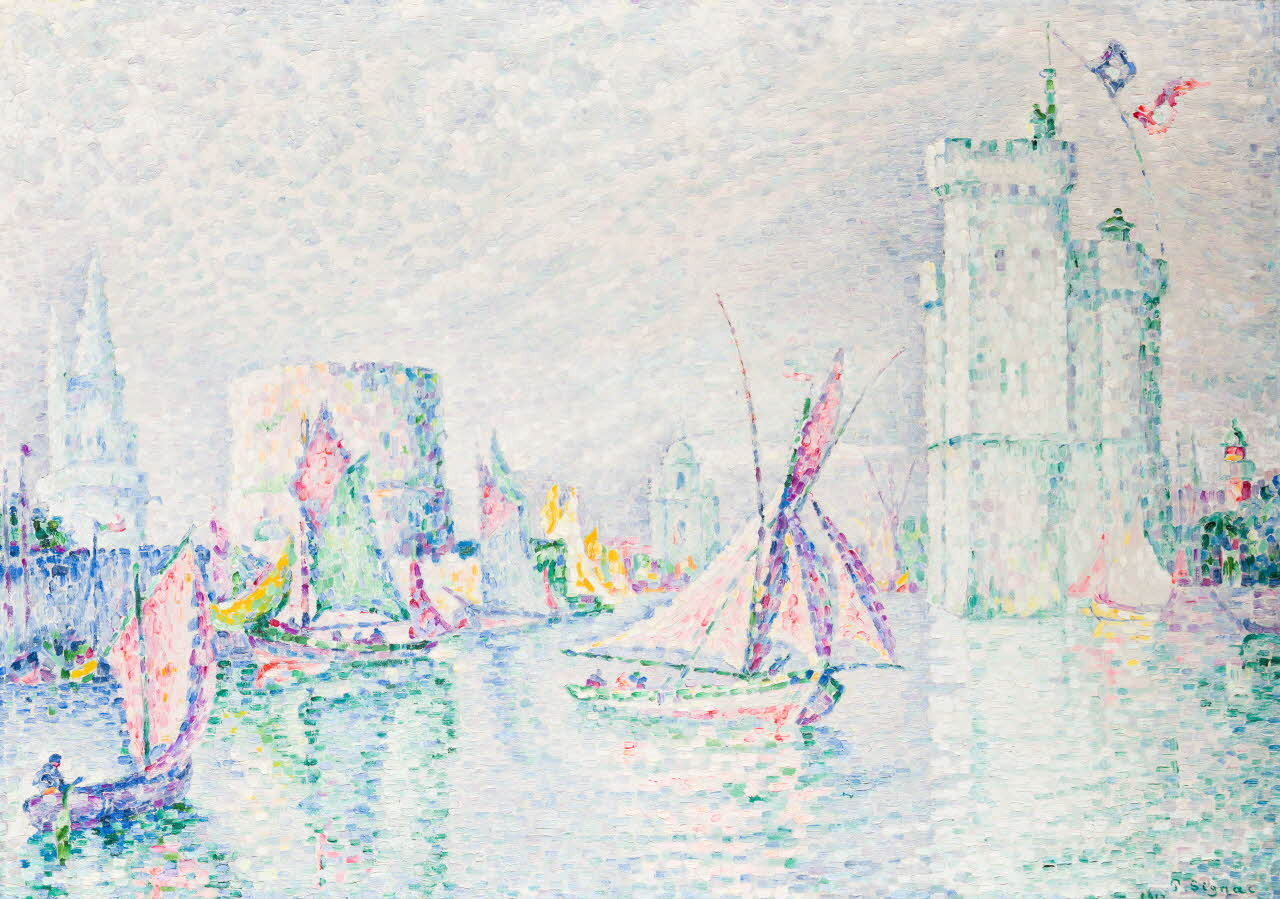
Version de 1912 - Johannesburg Art Gallery.
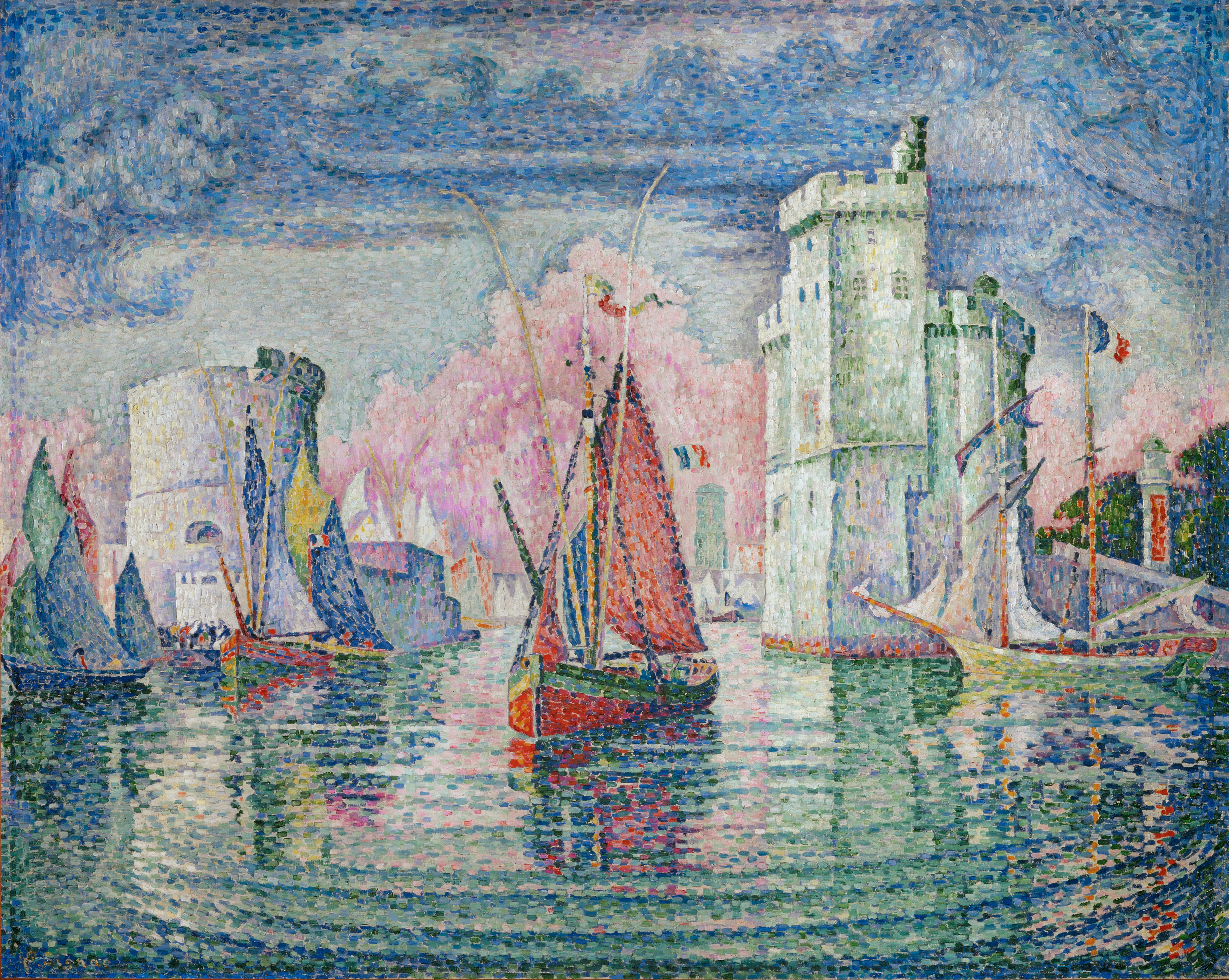
Version de 1921 - musée d'Orsay.